# DuMont Television Network
DuMont Television Network (обычно сокращенный до DuMont/Du Mont) — бывшая американская телевизионная сеть. Один из пионеров коммерческого вещания, DuMont был запущен в 1946 году и конкурировал с NBC и CBS. Существованию DuMont мешала чрезмерно высокая стоимость вещания по правилам Федеральной комиссии по связи, а также отсутствие истории на радио, откуда черпали программы его конкуренты. Несмотря на несколько нововведений в вещании, когда в начале 1950-х телевидение стало прибыльным бизнесом, также как и радио, NBC, CBS и запущенный в 1948 году ABC фактически уничтожили DuMont. Сеть прекратила своё вещание в августе 1956 года.
Историк телевидения Дэвид Вайнштейн назвал DuMont «Забытой сетью», описывая историю сети в одноимённой книге. Несколько программ канала периодически упоминаются в книгах по истории США и ретроспективах, хотя почти все произведённые DuMont программы были утрачены к 1970-м годам. DuMont в общей сложности произвел более 20 тысяч эпизодов в течение десятилетия, однако в начале 1970-х годов вся библиотека была уничтожена ABC, которому перешли права на продукцию, чтобы освободить места для более новых видеокассет на складе.
На протяжении полувека, DuMont оставался единственной крупной телевизионной сетью, прекратившей вещание, вплоть до 2006 года, когда CBS Corporation и Time Warner закрыли The WB и UPN, чтобы объединить в новую телесеть The CW.

## История

### Появление
Allen B. DuMont Laboratories были основаны в 1931 году Алленом Болкомом Дюмонтом, на старте у него были 1 тыс. долл. и лабораторией в подвале его дома. Он и его сотрудники были ответственны за многие ранние технические инновации, в том числе за первый потребительский полностью электронный телевизионный приемник в 1938 году. Их самый революционный вклад произошел, когда команда успешно продлила срок службы электронно-лучевой трубки для телевизоров с 24 до 1000 часов. Телевизионные приемники компании вскоре стали стандартом отрасли. В 1942 году DuMont работала над разработкой радиолокационной технологии для армии США, что принесло компании 5 млн долл.
Ранним продажам телевизионных приемников препятствовало отсутствие регулярных телетрансляций. Через несколько месяцев после продажи своего первого набора в 1938 году ДюМонт открыл свою собственную экспериментальную телевизионную станцию в Нью-Йорке (W2XVT) в Пассейке, штат Нью-Джерси. В 1940 году станция переехала на Манхэттен под позывным W2XWV на канале 4 и начала вещание 13 апреля 1940 года. В отличие от CBS и NBC, которые сократили часы телевизионного вещания во время Второй мировой войны, DuMont продолжала полномасштабные экспериментальные и коммерческие трансляции на протяжении всей войны. В 1944 году W2XWV получил третью коммерческую лицензию в Нью-Йорке под позывными WABD (производными от инициалов DuMont). В 1945 году он перешел на канал 5. 19 мая 1945 года DuMont открыла экспериментальную станцию W3XWT в Вашингтоне, округ Колумбия, которая стала коммерческой станцией WTTG.
Paramount Pictures в 1939 году купила 40 % акций DuMont Laboratories за 400 тыс. долл. У Paramount были собственные телевизионные интересы: она запустила экспериментальные станции в Лос-Анджелесе в 1939 году и Чикаго в 1940 году.
Вскоре после того, как его экспериментальная станция в Вашингтоне подписала контракт, ДюМонт начал экспериментальное подключение коаксиальным кабелем между своими лабораториями в Пассейке и двумя телестанциями. Регулярное сетевое обслуживание началось 15 августа 1946 года на WABD и W3XWT. В ноябре 1946 года W3XWT получила первую в столице коммерческую лицензию под названием WTTG. К этим двум станциям, принадлежащим и управляемым DuMont, 11 января 1949 года присоединилась WDTV (канал 3) в Питтсбурге.
Хотя было известно, что NBC в Нью-Йорке имела межстанционную телевизионную связь ещё в 1940 году с WPTZ (ныне KYW) в Филадельфии и WRGB в Скенектади, штат Нью-Йорк, DuMont получила лицензии на свои станции до того, как NBC возобновила свое ранее спорадическое сетевое вещание после окончания войны. Появившаяся в 1943 году как радиосеть ABC вышла на рынок сетевого телевидения через пять лет с началом работы своей флагманской станции в Нью-Йорке WJZ-TV (ныне WABC-TV). CBS также ждала до 1948 года, чтобы начать полноценную работу сети, дожидаясь несостоявшегося одобрения федеральной комиссии по связи её систему цветного телевидения (чего не случилось из-за механической природы и несовместимости с черно-белыми телевизорами). Другие компании, в том числе Mutual, Yankee Network и Paramount, были заинтересованы в запуске телевизионных сетей, но им не позволили добиться успеха из-за ограничительных правил ФКС.

#### Рейтинги
Самые ранние измерения телевизионной аудитории были проведены компанией C. E. Hooper из Нью-Йорка. DuMont хорошо показал себя - программа талантов The Original Amateur Hour была самым популярным сериалом сезона 1947–48 годов. Два сезона спустя, Variety оценил варьете Cavalcade of Stars как 10-й по популярности сериал.
В феврале 1950 г. A. C. Nielsen выкупил систему рейтингов Hooper. Ни одна из программ DuMont не вошла в ежегодный список 20 самых популярных сериалов Nielsen. Life is Worth Living получило рейтинг в 11.1, что означало аудиторию более 10 млн. В 1952 году журнал Time сообщил, что популярное игровое шоу Down You Go привлекло аудиторию, оцениваемую в 16 млн. Также в 1954 г. сериал Голдберги привлёк около 10 млн. Still, these series were only moderately popular compared to NBC's and CBS's highest-rated programs.

## Судьба телестанций
Все три станции, принадлежащие DuMont, все ещё работают и являются станциями, принадлежащими и управляемыми соответствующими сетями, как и тогда, когда они были частью DuMont. Из этих трех только вашингтонский WTTG сохранил первоначальные позывные.
WTTG и нью-йоркская WABD (позже WNEW-TV, а теперь WNYW) просуществовали как независимые компании Metromedia до 1986 года, когда были куплены News Corporation и в будущем сформировали ядро новой телевизионной сети Fox.
Westinghouse изменила позывные WDTV на KDKA-TV в честь одноимённой первой коммерческой американской радиостанции, и сразу после продажи занялась развитием CBS. Приобретение Westinghouse CBS в 1995 году сделало KDKA-TV принадлежащей и управляемой CBS телестанцией.

## Библиотека
В период с 1946 по 1956 год DuMont создала более 20 тыс. телевизионных серий. Поскольку они были созданы до запуска электронного видеомагнитофона Ampex в конце 1956 года, сначала они транслировались в прямом эфире в черно-белом режиме, а затем записывались на пленочный кинескоп для повторных показов на Западном побережье. К началу 1970-х годов их обширная библиотека из 35- и 16-миллиметровых плёнок в конечном итоге оказалась в руках «сети-преемника», которая, как сообщается, выкинула их в Ист-Ривер в Нью-Йорке с целью освободить место на складе.
Не было предпринято никаких усилий по спасению и сохранению архива DuMont. Если записи и сохранились, большинство пленок, вероятно, были повреждены. Сохранилось всего около 350 полных телевизионных шоу DuMont.